# Renaissance Credit
Renessans Kredit (ros. Ренессанс Кредит) – rosyjski bank komercyjny z siedzibą w Moskwie. Został założony w 2000 roku pod nazwą "Aljans Inwiest" (ros. Альянс Инвест). Należy do TOP-100 największych banków w Rosji. W 2012 roku właścicielem banku została spółka ONEXIM Michaiła Prochorowa.